# Rotterdamse tweeasser-trams

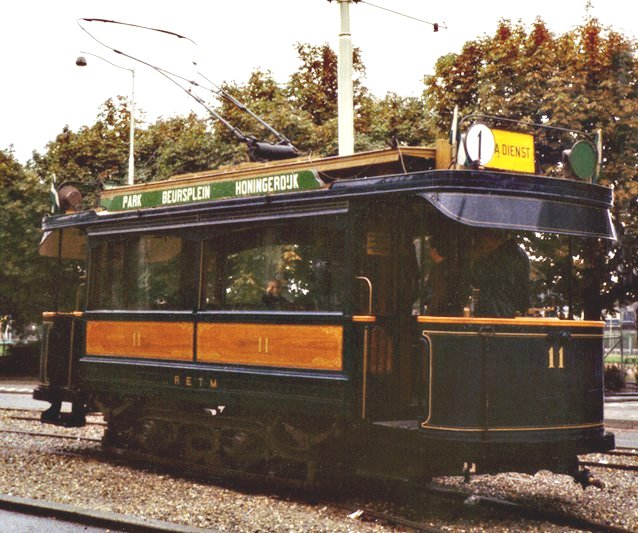
RETM-motorwagen 11 (bouwjaar 1905) als museumtram bij Diergaarde Blijdorp, 1983.

Tussen 1905 en 1924 schafte de Rotterdamsche Electrische Tramweg Maatschappij in totaal 221 tweeassige elektrische motorwagens aan. Vanaf 1929 werden zij door de Rotterdamse Electrische Tram ingrijpend gemoderniseerd of door modernere vierassers vervangen. De laatste Rotterdamse tweeassers deden dienst in 1957. Enkele wagens deden nog dienst als werkwagens, enkele zijn bewaard als Rotterdamse museumtrams.

## Motorwagens

### Tweeramers

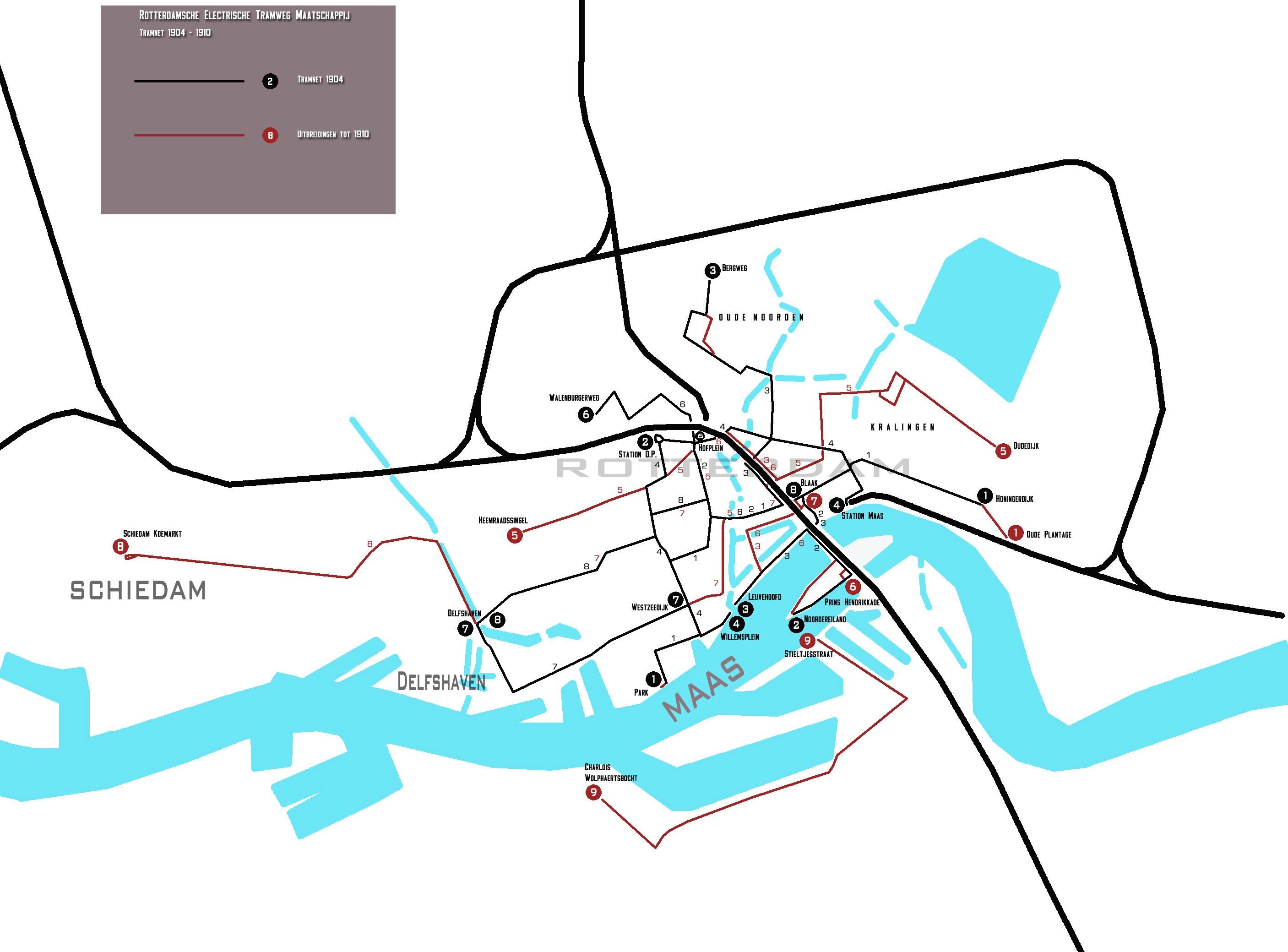
Het Rotterdamse tramnet in 1904 en de daaropvolgende uitbreidingen tot 1910.

In 1905 arriveerden de eerste elektrische trams in Rotterdam, de serie 1-20. Deze motorwagens met twee van boven licht gebogen ramen en in blauw geschilderde wagenbakken met bruine zijpanelen en veel jugendstilmotieven, zijn gebouwd door de Belgische firma Métallurgique uit Henegouwen. Zij hebben een grote gelijkenis met de eerste Haagse elektrische trams (ook serie 1-20). De balkons zijn open zodat de bestuurder aan al het goede en slechte weer wordt blootgesteld. 10 wagens hadden langsbanken met in totaal 20 zitplaatsen en de andere dwarsbanken met in totaal 19 zitplaatsen. In 1912 werden deze trams crème geschilderd en kregen een gesloten balkon. In 1922 werden de 2 gebogen zijramen vervangen door 6 kleine raampjes. Deze trams gingen in 1931 uit dienst. De motorwagens 1 en 11 zijn als museumtrams voor het nageslacht bewaard gebleven en rijvaardig.

### Drieramers

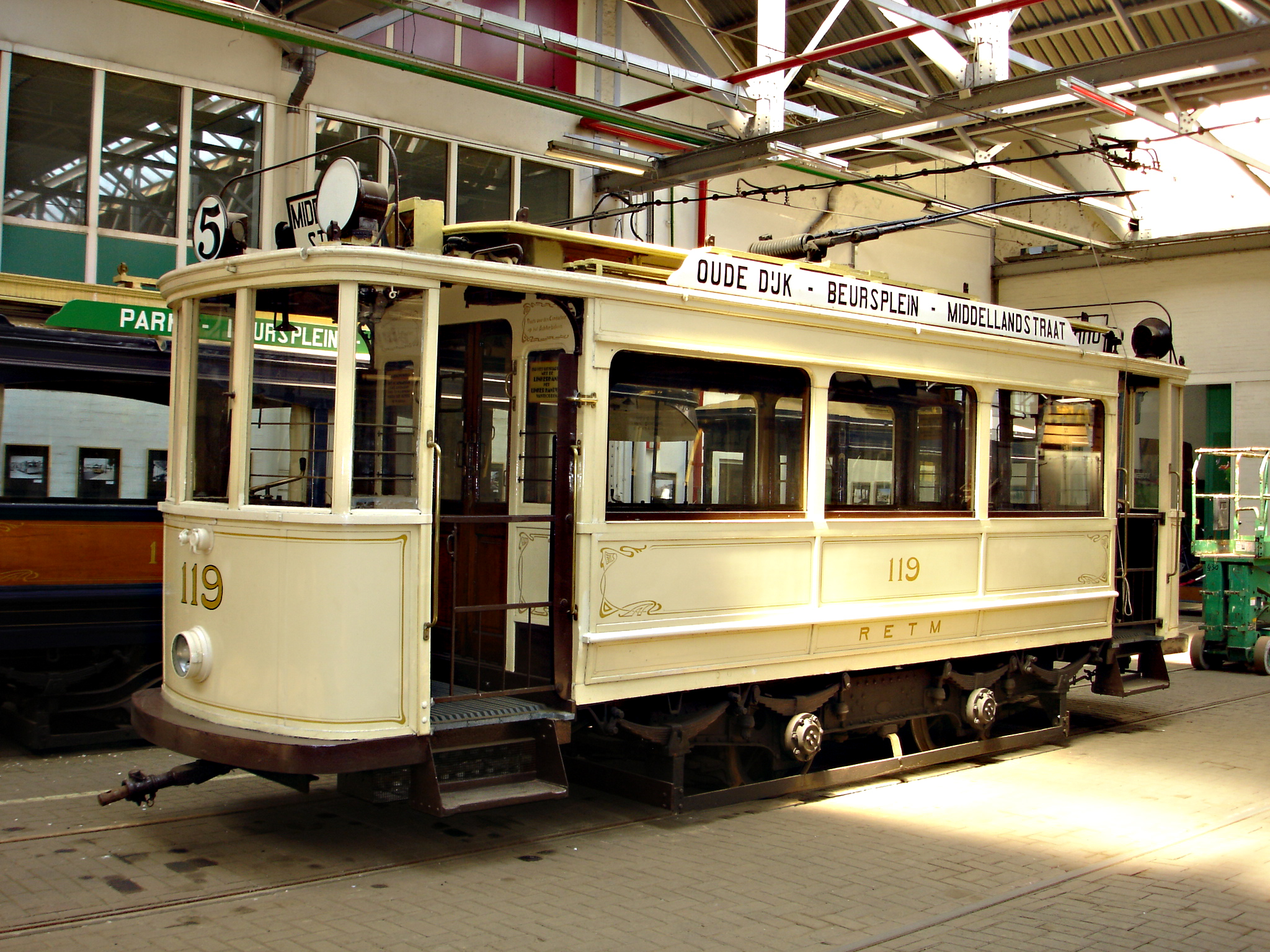
RETM motorwagen 119 (bouwjaar 1907).

Net als in Den Haag is de volgende serie trams voor Rotterdam wegens de enorme uitbreiding van het tramnet (zie kaart) groot. De trams uit de serie 21-126 hebben drie zijramen en nog wel langsbanken, in dit geval met in totaal 18 zitplaatsen. De ""serie 21-70"" is geleverd door de Belgische firma Ragheno in 1906. Een andere Belgische firma leverde hetzelfde jaar de ""serie 71-90"" en de firma Métallurgique ook nog in 1906 de ""serie 91-106"". In 1907 levert Allan uit Rotterdam de ""serie 107-126"". Al deze trams worden in blauwe kleur afgeleverd maar ze worden later ook crème geschilderd. Van het begin aan hebben deze trams al een afgeschermd balkon. Al deze trams gingen in de jaren 1931 tot en met 1934 uit dienst. In 1908 wordt door de tramfabrikant Allan uit Rotterdam een vervolgserie gebouwd: 127-151. Ook deze waren eerst blauw en later crème. Deze serie werd in de jaren 1931 en 1932 gemoderniseerd door de RET. Ze kregen toen de RET-kleuren zwart en okergeel. In de jaren tussen 1938 en 1941 werden de meeste omgebouwd tot bijwagen. De laatsten gingen in 1950 buiten dienst. De motorwagens 86 en 119 zijn als museumtrams bewaard gebleven en rijvaardig.

### Vierramers, Parkwagens, Delmez-wagens

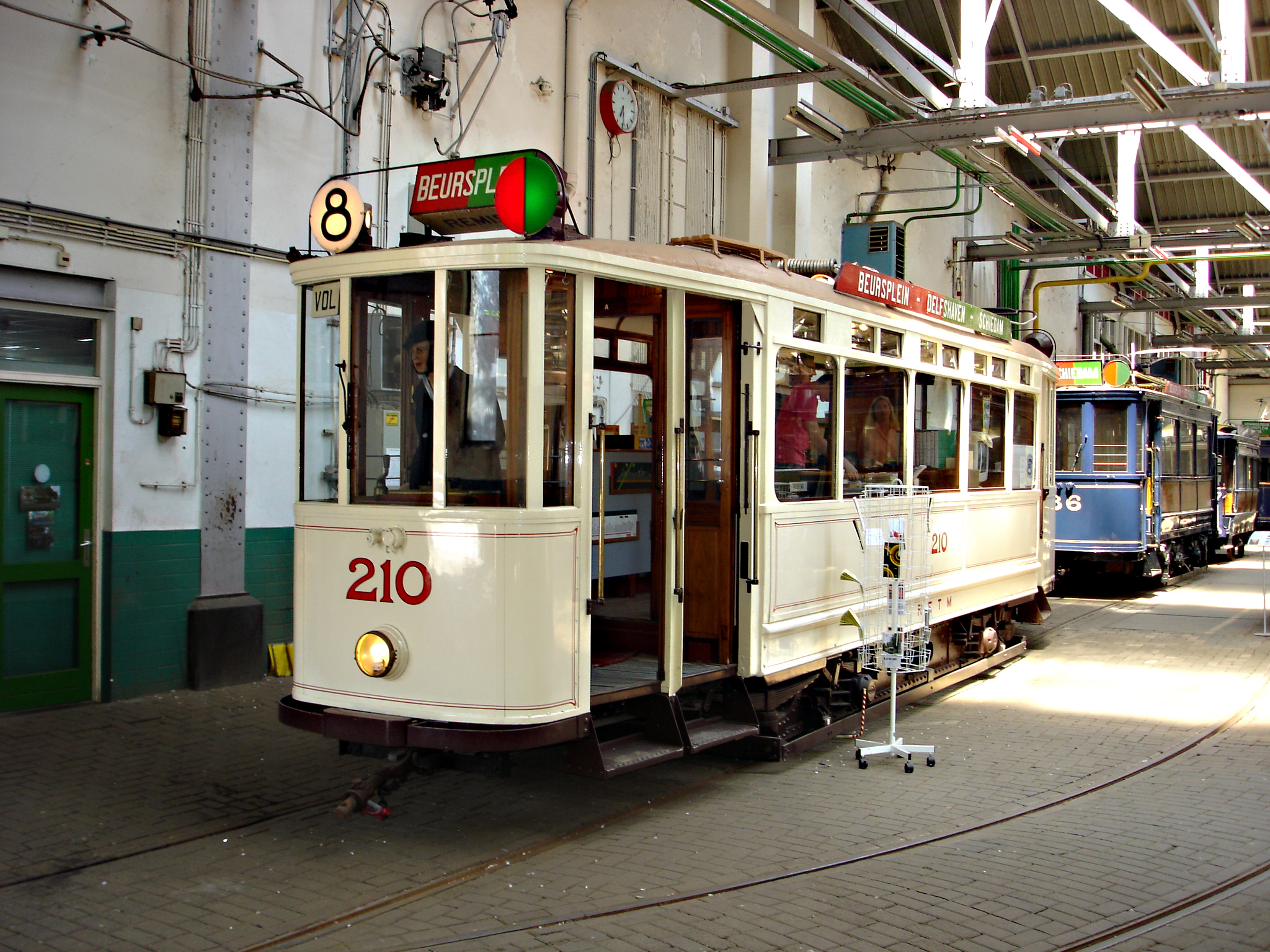
RETM motorwagen 210 (bouwjaar 1924).

In 1913 kwam de serie 152-176 in dienst. Dit waren trams met 4 zijramen en boven ieder raam twee kleine ventilatieraampjes. Zij hadden 18 zitplaatsen op dwarsbanken. Wegens materiaaltekort veroorzaakt door de Eerste Wereldoorlog werd de serie 177-201 pas afgeleverd in 1921. Het betrof het twee deelseries die van elkaar verschilden door een gering lengteverschil en een grotere afstand tussen de twee assen. Hun bijnaam ‘Parkwagens’ kregen zij omdat zij allereerst in dienst kwamen op de toen nette lijn 1 naar het Park. In 1930 werden de wagens verbouwd en kregen de bekende zwart en okergele uitrusting, deuren en een pantograaf als stroomafnemer in plaats van een sleepbeugel. In de Tweede Wereldoorlog werden 7 wagens gewijzigd in bijwagens en kregen een 1 voor het wagennummer. In 1946 werden 14 motorwagens verkocht aan de HTM. De overige trams gingen rond 1950 uit dienst. Als museumtram is de 192 bewaard gebleven en rijvaardig (ex-zandmotorwagen 2403).
In 1924 werd de Delmez-serie afgeleverd, genummerd 202-221 en gebouwd door Allan. Zij lijken wat betreft uiterlijk wat op de Haagse serie 800 met hun 3 grote en 2 driekwart zijramen. Ze werden afgeleverd met twee eenassige draaistellen maar tijdens de verbouwing in de jaren 1930 kregen zij een vast tweeassig onderstel. Zij waren dan ook de langste tweeassers die bij de RET dienst hebben gedaan. De meeste trams van deze serie gingen in 1956 en 1957 uit dienst. De motorwagens 210 en 220 zijn als museumtrams bewaard gebleven, alleen de 220 is rijvaardig.

## Bijwagens

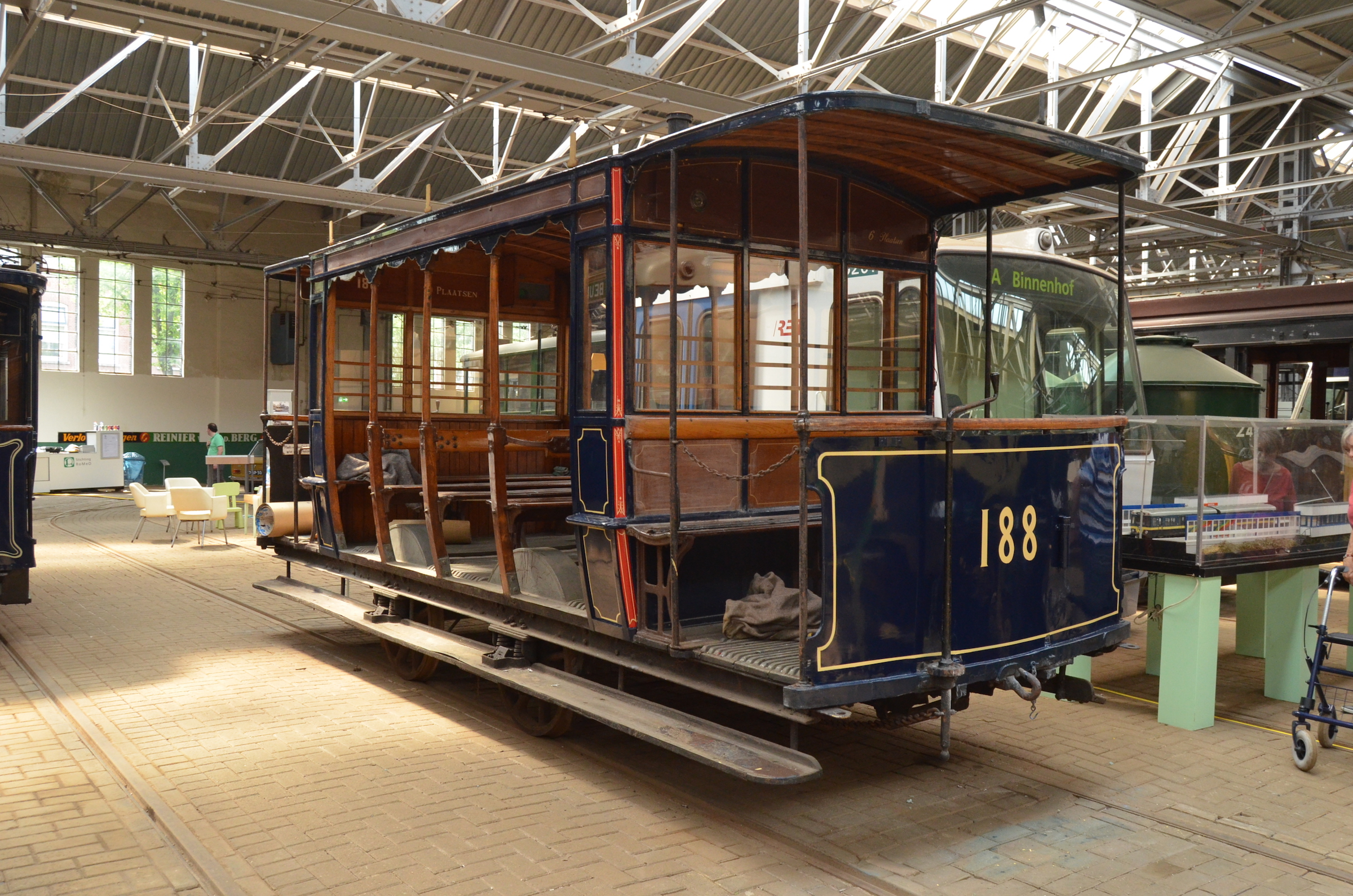
Open bijwagen RETM 188 (ex-296, ex-206.

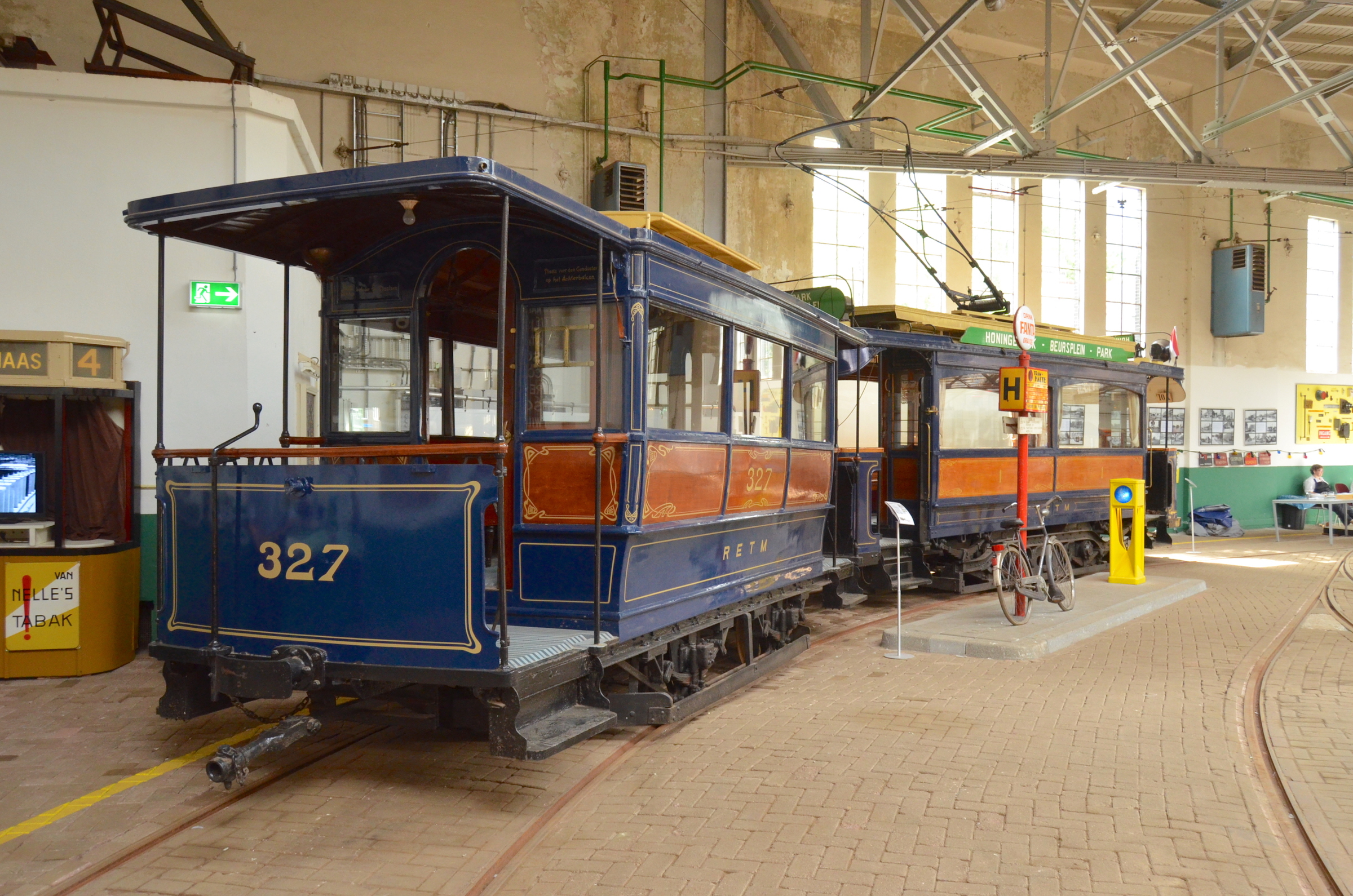
Bijwagen RETM 327.

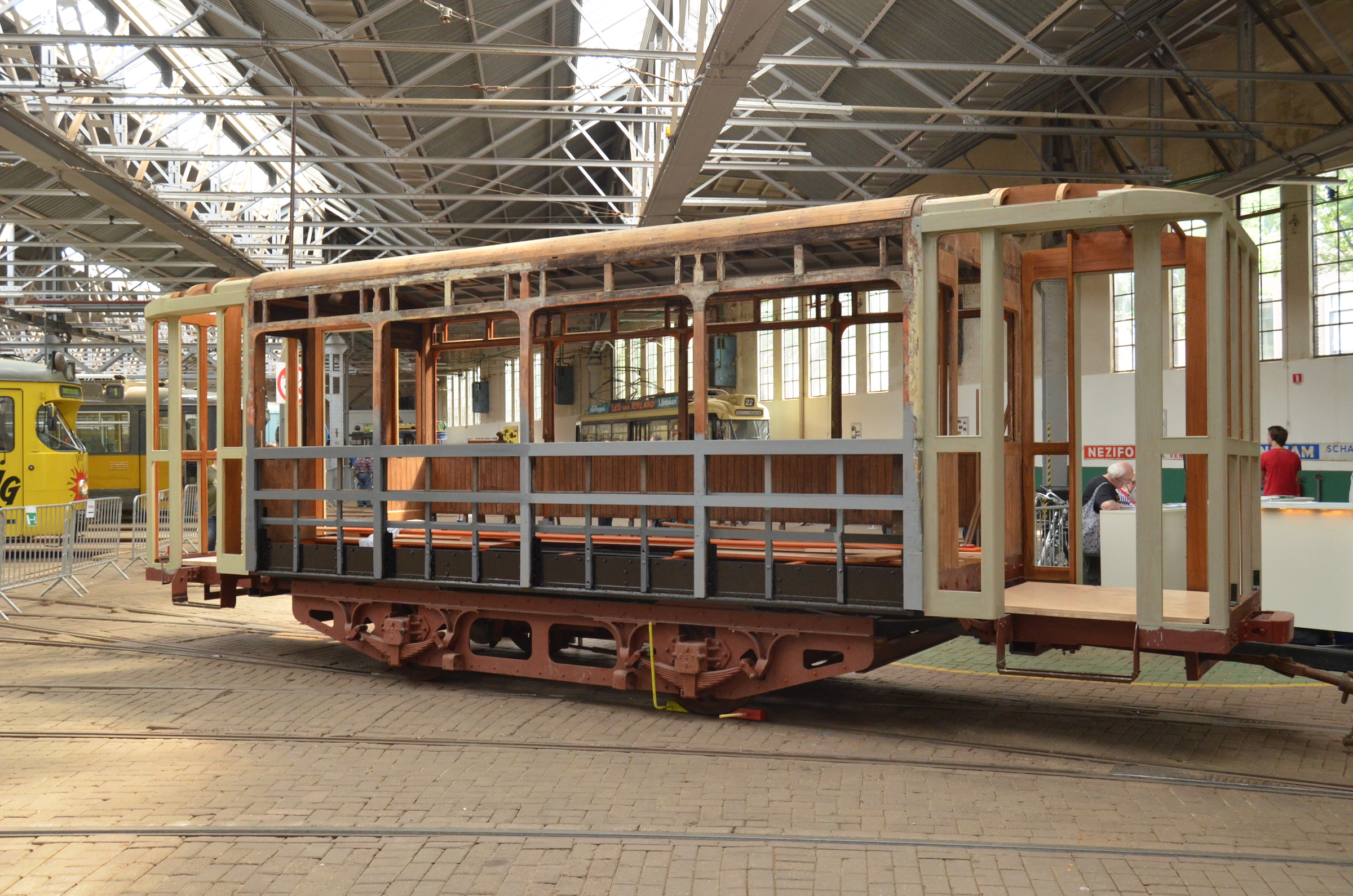
Bijwagen RETM 387 in restauratie naar de originele staat.

Rotterdam heeft enkele series tweeassige bijwagens gekend.

### Open bijwagens
Een aantal kleine series open bijwagens vooral geschikt voor goed zomerweer. De 201-208 waren voormalige paardentrams, de 209-210 waren hieraan gelijk maar nieuw gebouwd in 1905 door Allan. Deze serie werd in 1920 vernummerd tot 291-300 en in 1931 buiten dienst gesteld.
De serie 211-240 werd in 1907 gebouwd door Ragheno en in 1920 vernummerd in 261-290. Twaalf wagens werden omstreeks 1930 gemoderniseerd terwijl de rest buiten dienst ging. De meeste van de gemoderniseerde wagens gingen in 1942 naar Bremen. Als museumtram is bewaard gebleven de 284.

### Gesloten bijwagens
Gesloten bijwagens kende de RET(M) in de volgende series:
- Serie 301-350: wagens die eerst als paardentram hadden gefungeerd. Kleine tweeassers met drie kleine zijramen en open balkons. Deze wagens gingen in 1931 uit dienst. Als museumtram is bewaard gebleven de 327.
- Serie 351-360 (later 1351-1360). Mooie tweeassige wagens met drie grote, lang naar beneden doorlopende ramen die later zodanig werden gemonteerd dat ze geheel neer beneden konden zakken. Deze wagens werden in de jaren 1930 vernummerd en herschilderd en deden nog tot ver in de jaren 1950 dienst. Als museumtram is bewaard gebleven de 1355.
- Serie 361-406 (later 1361-1406) waren tussen 1915 en 1921 afgeleverde tweeassige bijwagens, merendeels door Allan gebouwd, met 4 ramen. Ze leken qua uiterlijk sterk op de Delmez-motorwagens en waren er visueel een mooi geheel mee. Bijwagen 1387 is als tuinhuisje bewaard gebleven en in restauratie naar de originele staat als 387.
- De series 1127-1151 en 1152-1201 waren tot bijwagen verbouwde motorwagens (127-151 en 152-201) die in de jaren 1930 werden gemoderniseerd en de kleuren zwart met okergeel kregen. Deze bijwagens reden veelvuldig in combinatie met de vierassige motorwagens. Zij werden afgevoerd in de jaren veertig en vijftig.